# شاه‌بداغلو (خداآفرین)
شاه‌بداغلو یکی از روستاهای استان آذربایجان شرقی است که در دهستان بسطاملو بخش مرکزی شهرستان خداآفرین واقع شده است